# Letní paralympijské hry 1960
Letní paralympijské hry 1960, oficiálně I. letní paralympijské hry (italsky I Giochi Paralimpici Estivi), se konaly v italském Římě. Slavnostní zahájení proběhlo 18. září 1960, ukončení se pak uskutečnilo 25. září 1960.
Jednalo se o pokračování Stoke Mandeville Games, tentokrát přivedené na bezprecedentní úroveň mezinárodní konkurence. Hry Stoke Mandeville jsou vytvorem doktora Ludwiga Guttmanna pro válečné veterány zdravotně postižené v nemocnici ve Stoke Mandeville ve Velké Británii po druhé světové válce. Konkrétně se jednalo o pacienty na invalidním vozíku s poraněním míchy. Termín „paralympijské hry“ byl schválen Mezinárodním olympijským výborem nejprve v roce 1984, zatímco Mezinárodní paralympijský výbor byl založen v roce 1989. Československo se her nezúčastnilo.

## Seznam sportů
| - Lukostřelba - Atletika - Dartchery | - Snooker - Plavání | - Stolní tenis - Basketbal (vozíčkáři) - Šerm (vozíčkáři) |

## Pořadí národů
| Pořadí | Země               | Zlato | Stříbro | Bronz | Celkem |
| ------ | ------------------ | ----- | ------- | ----- | ------ |
| 1      | Itálie             | 29    | 28      | 23    | 80     |
| 2      | Spojené království | 20    | 15      | 20    | 55     |
| 3      | Západní Německo    | 15    | 6       | 9     | 30     |
| 4      | Rakousko           | 11    | 8       | 11    | 30     |
| 5      | USA                | 11    | 7       | 7     | 25     |
| 6      | Norsko             | 9     | 3       | 4     | 16     |
| 7      | Austrálie          | 3     | 6       | 1     | 10     |
| 8      | Nizozemsko         | 3     | 6       | 0     | 9      |
| 9      | Francie            | 3     | 3       | 1     | 7      |
| 10     | Argentina          | 2     | 3       | 1     | 6      |